# Eusparassus concolor
Eusparassus concolor là một loài nhện trong họ Sparassidae.
Loài này thuộc chi Eusparassus. Eusparassus concolor được Lodovico di Caporiacco miêu tả năm 1939.